# 钦州市外国语学校
钦州市外国语学校是2000年4月由钦州市人民政府批准创办的一所公立学校、以“世界视野，中国胸怀”为校训学校。该校原本是隶属于钦州市第二中学的私立学校，于2023年秋季学期转公立。